# Metropolitano de Vilnius
O Metropolitano de Vilnius (em lituano:  Vilniaus metropolitenas) é um sistema de trânsito proposto para a capital lituana Vilnius. Três linhas estão atualmente propostas para ligar os mais movimentados e populosos bairros da cidade.
Esse projeto é criado com o intuito de criar uma prática, não de baixo custo e de transporte público, o que permitirá que o problema dos chamados "congestionamento" na cidade e permitir a rápida e fácil para chegar a qualquer lugar da cidade, que aumentou significativamente na década de 1990 e 2000. Em 2001, o prefeito Arturas Zuokas solicitou o apoio internacional para um estudo de viabilidade do sistema proposto.
A proposta foi aprovada pela Câmara Municipal em 2002, como parte do plano diretor da cidade de Vilnius. Systra foi escolhido pela cidade para um estudo de parceria; o Scott Wilson Grup realizado um financiamento público-privado, com o estudo de viabilidade durante o ano de 2005 e 2006.
A partir de 2007, o projeto foi objeto de intenso debate por políticos e cidadãos. As preocupações incluem o custo (cerca de 3 bilhões de litas), a possibilidade de que as vibrações prejudicaria os edifícios históricos na Cidade Velha de Vilnius, e da percepção de que a rua seria fechada.

## Linhas
- Pašilaičiai – Vilnius International Airport
- Viršuliškės – Vilnius Cathedral
- Justiniškės – Jeruzalė